# Hadena pallida
Hadena pallida là một loài bướm đêm trong họ Noctuidae.